# ديموغرافيا تاريخية
الديموغرافيا التاريخية هي الدراسة الكمية للسكان البشر في الماضي. يتعلق الأمر بحجم السكان، والمكونات الأساسية الثلاثة لتغيير السكان - الخصوبة والوفيات والهجرة، وبخصائص السكان المتعلقة بهذه المكونات، مثل الزواج والحالة الاجتماعية والاقتصادية وتكوين الأسر.